# Paratelmatoscopus borneensis
Paratelmatoscopus borneensis är en tvåvingeart som beskrevs av Quate 1962. Paratelmatoscopus borneensis ingår i släktet Paratelmatoscopus och familjen fjärilsmyggor. Inga underarter finns listade i Catalogue of Life.